# Gabriel Sánchez (tesorero)
Gabriel Sánchez -  (¿Zaragoza? ¿?-Segovia 1505) fue un funcionario de la corte de Fernando el Católico, en concreto llegó a ser el tesorero del Rey y fue protector de Cristóbal Colón.  

## Familia
Pertenecía a una familia de conversos de origen judío-aragonés, familia que ocupó puestos claves en la Tesorería de la Corona.  Gabriel Sánchez en 1481 tras la renuncia de su hermano alcanzó el puesto de tesorero general en la corte. Sus hermanos tramaron el asesinato del inquisidor Pedro Arbués y huyeron a Italia, hechos por los que  la Inquisición persiguió a las principales familias conversas de la ciudad, los Santángel, parientes de Luis de Santángel, y los propios Sánchez entre ellas. Cedió a su hijo Luis el oficio de tesorero, el 17 de septiembre de 1505, falleciendo poco después en Segovia.

## Correspondencia
La correspondencia que Cristóbal Colón le remitía, hace presuponer un rol similar al de Luis de Santángel en la consecución de la empresa llevada a cabo por Colón. Las Cartas anunciando el descubrimiento de las Indias no están exentas de dudas sobre su autoría. 

## Legado Arquitectónico
En la actualidad solo se conserva, en el Palacio de Montemuzo, la techumbre procedente del derruido Palacio de Torrellas que mandara construir el mismo,. Esta techumbre está fechada en el cambio de los siglos XV a XVI. Tipológicamente es similar a la del Salón del Trono del Palacio de la Aljafería. El Palacio de Torrellas se encontraba al inicio de la calle de Alfonso I en Zaragoza, en el actual emplazamiento del pasaje del Ciclón. 